# Gauchos Grill
Gauchos Grill is een Nederlandse restaurantketen waar steaks op Argentijnse wijze gegrild worden in het zicht van de gasten op een open vuur. De restaurants bevinden zich in Nederland (Gauchos), Engeland (Gaucho Grill) en Zwitserland (Churrasco).

## Geschiedenis
Gauchos Grill Restaurants bestaat in Nederland sinds 1976. De keten was in de beginfase alleen in Nederland actief en bestond in 1986 uit achttien Gauchos Grill Restaurants. Vanaf 1985 kwamen er ook de Mexicaanse Alfonso's en de Italiaanse Calzone Pizza Bar-vestigingen bij. 
In 1990 opende de eerste Gaucho Grill in Londen. In 1993 nam de groep tevens zes restaurants in Zwitserland onder de naam Churrasco over. 
Later zijn de verschillende Argentijnse grill restaurants tot één Europees merk verenigd.

## Product
Hoewel de menukaarten er identiek uitzien wordt er rekening gehouden met de cultuurverschillen. Zo staan er in Nederland de populaire spareribs op de kaart, terwijl er in Zwitserland juist paardenvlees besteld kan worden. 